# Шоломоголова жаба водяна
Шоломоголова жаба водяна (Calyptocephalella gayi) — єдиний сучасний вид земноводних роду Шоломоголова жаба родини Шоломоголові. Інша назва «чилійська шоломоголова жаба».
Відомі й викопні види роду Calyptocephalella: C. canqueli з міоценових та C. pichileufensis — з еоценових відкладів Аргентини.

## Опис
Загальна довжина досягає 15—20 см, разом із задніми лапами — інколи навіть 75 см, вага становить 0,5—3 кг. Спостерігається статевий диморфізм: самиця більша за самця. Голова масивна, з боків широка, за формою нагадує шолом. Тулуб кремезний. Шкіра з численними горбиками. На заднім лапах пальці наділені розвиненою плавальною перетинкою. Забарвлення складається із сірих, жовтих та коричневих кольорів. При цьому молоді особині більш яскраві, світлі, з часом їх колір тьмяніє.

## Спосіб життя
Полюбляє гірську місцину, береги струмків, невеличких річок. Веде переважно водний спосіб життя. зустрічається на висоті до 1200 м над рівнем моря. Живиться безхребетними, рибою, птахами, дрібними гризунами та невеличкими плазунами, іншими амфібіями.
Самиця відкладає яйця у воді, у місцях з рясною рослинністю. Пуголовки цієї жаби доволі великі. Живляться рослинною їжею. Їх метаморфоз триває 2 роки.

## Розповсюдження
Мешкає у провінціях Кокімбо та Пуерто-Монтт (Чилі).